# 村上まゆこ
村上 まゆこ（むらかみ まゆこ、1967年6月16日 - ）は、フリーアナウンサー。

## 来歴
岩手県盛岡市出身。大学卒業後、1990年4月、アナウンサーとしてニッポン放送に入社。同期は、元アナウンサーで、現：報道部副部長の記者である畑中秀哉。アナウンサーとして数々の番組を担当した。1997年7月18日、フジテレビアナウンサーの小島奈津子・富永美樹・藤村さおり、ニッポン放送アナウンサーの田代優美・川野良子とのユニットで、歌手デビュー。
2000年、同局を退社。郷里・岩手県に戻り、フリーアナウンサー、司会者、ラジオパーソナリティとして、テレビ・ラジオ・イベントなどで活躍。現在は活動休止中。

## 出演番組

### テレビ
- 空飛ぶ三輪車（岩手めんこいテレビ）※司会 - 2003年4月 - 2006年9月
- 勝ちそーTVLIVE（岩手めんこいテレビ）※司会
- 山・海・漬（岩手めんこいテレビ、不定期出演）

### ラジオ
- サタデークルージングタイム（FM岩手、パーソナリティ）2000年10月 - 2007年3月
- MAX WAVESCAPE(FM岩手　パーソナリティ)2001年4月 - 2001年9月

#### ニッポン放送時代
- 上柳昌彦のベストヒットサンデー（アシスタント） - 1990年10月 - 1992年3月
- 高田文夫のラジオビバリー昼ズ
- 鶴光の噂のゴールデンアワー（レポーターとして）
- 三宅裕司のどよ〜ん!
- ショウアップナイターフラッシュ
- 赤坂泰彦のサタデーリクエストバトル
- ぽっぷん王国ミュージックスタジアム（ティーンズミュージック司会）
- まゆこのJOLF INFORMATION（1990年頃なので　入社してすぐ）

## 楽曲
- 才色兼備フジテレビアナウンサーあっぱれ!才色兼備 PCCA-1279 1999年2月17日
- ヴァーチャルサウンドムービー 沈黙の艦隊